# Flexión hindú

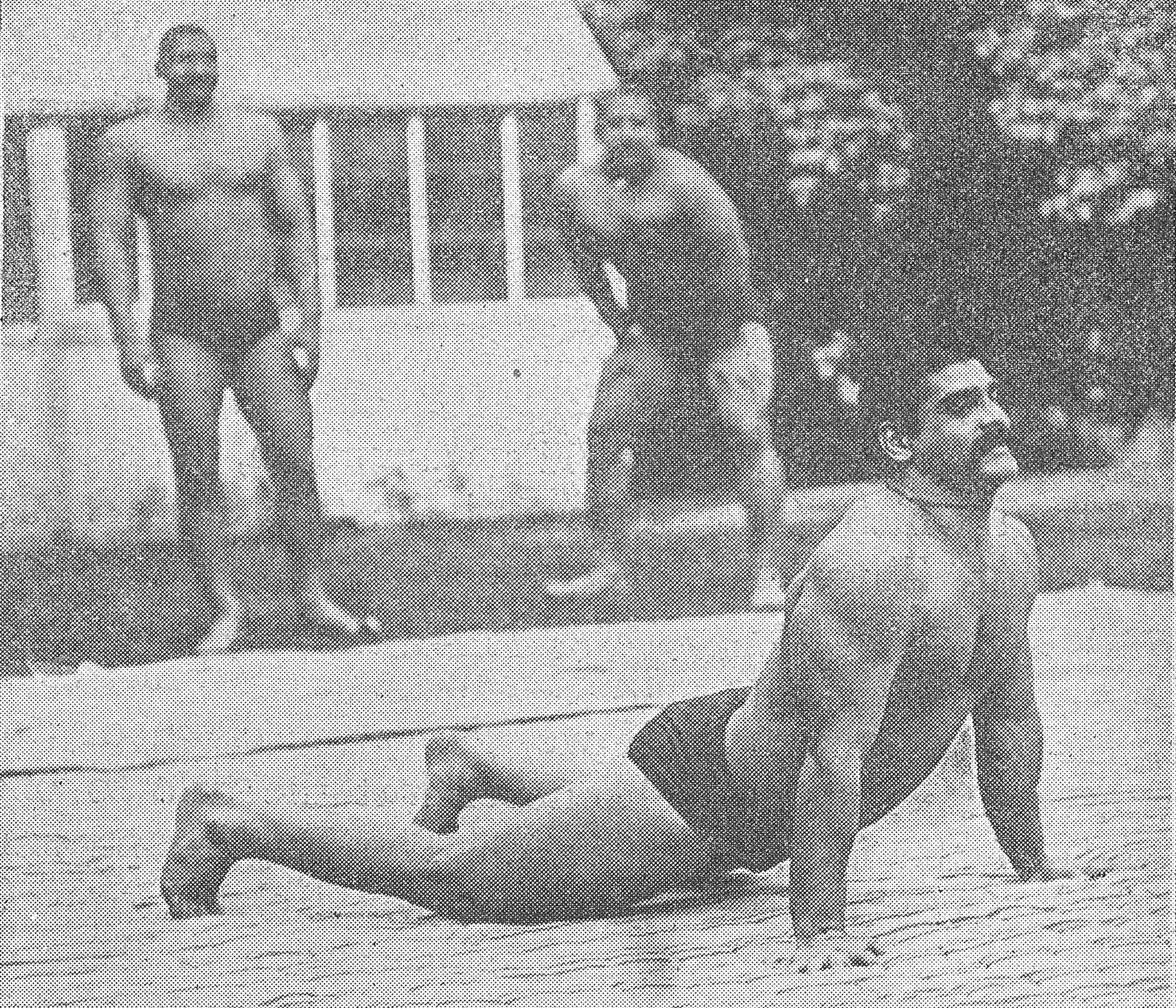
El campeón de lucha india Gran Gama en medio de una flexión hindú, en postura de cobra. Principios del

La flexión hindú (Hindu push up en inglés), conocida también como dand (hindi, del sánscrito दण्ड daṇḍa, "vara"), es un ejercicio calisténico de flexión de codos, consistente en transicionar a pulso entre las posturas conocidas en el yoga como de perro cabeza abajo y de cobra. Es una técnica de gran potencia y compleción, trabajando abdominales, pectorales, tríceps, deltoides, serratos y la cintura escapular.
Este ejercicio tiene un gran predicamento en las artes marciales y los deportes de combate, habiéndose originado en los antiguos estilos de lucha libre del subcontinente indio y siendo más tarde adoptado por Bruce Lee, Karl Gotch y numerosos practicantes de judo y lucha. Recibe numerosos nombres en el mundo del fitness angloparlante, incluyendo rock and roll push up, judo push up o, como Lee lo denominaba, cat stretch.
La flexión hindú está estrechamente relacionada con la secuencia yóguica del saludo al sol o surya namaskar, que también tiene su origen en la lucha libre india, aunque no todas las variantes existentes del saludo al sol contienen este movimiento exacto. También está asociada con otro movimiento calisténico de la lucha libre india, la sentadilla hindú o baithak.

## Técnica
El usuario apoya palmas y pies en el piso y eleva las caderas hasta que su cuerpo forme una V invertida (llamada en el yoga la posición del perro cabeza abajo o adho mukha svasana). Manteniendo las caderas elevadas, flexiona los codos y desliza el cuerpo hacia abajo y adelante hasta que su barbilla casi roza el suelo, movimiento que continúa con el usuario volviendo a enderezar los codos y elevando la cabeza y los hombros hacia el cielo mientras baja la cadera hasta casi tocar el suelo con ella (quedando en la posición de la cobra o bhujangasana). Tras ello, el usuario vuelve a elevar la cadera con los brazos estirados hasta volver a la posición inicial, y queda listo para la siguiente repetición.

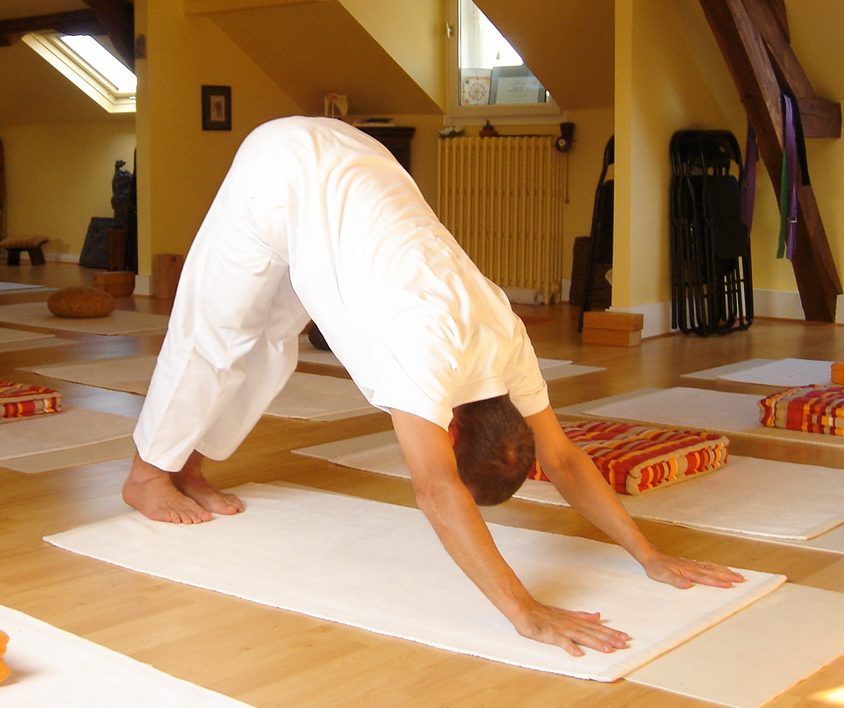
Adho mukha svasana
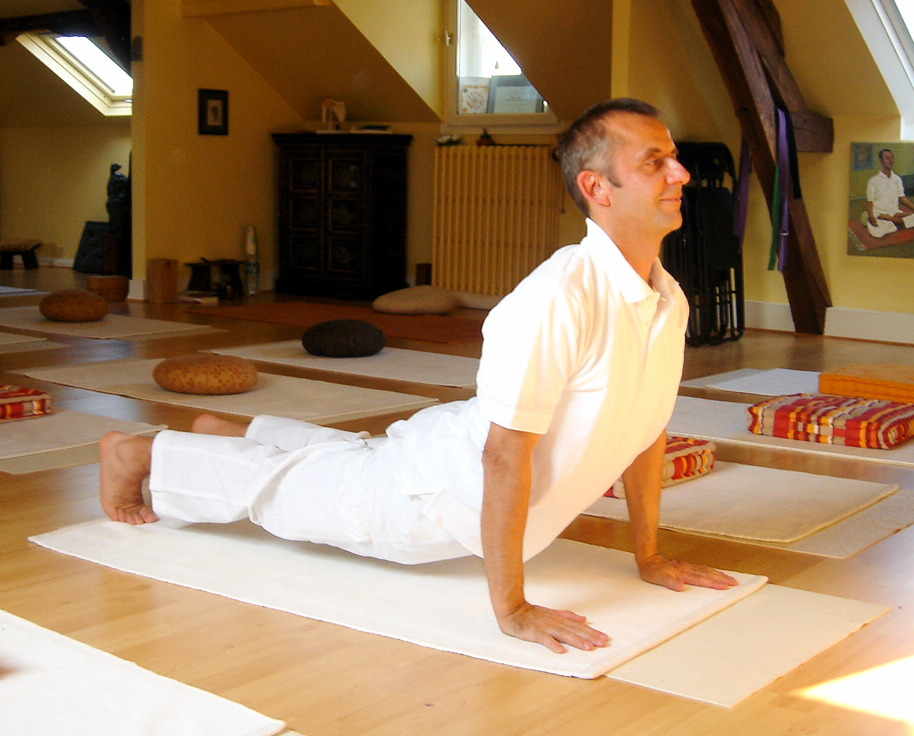
Bhujangasana

En un popular subtipo de mayor intensidad llamado dive bomber push up, el usuario no vuelve a la posición inicial simplemente elevando la cadera con los brazos estirados, sino que revierte el mismo movimiento de la flexión hacia atrás, efectivamente realizando dos flexiones en una.

## Historia

Versión sin doblar los codos, utilizada cuando la intensidad es excesiva para el usuario.

Las flexiones hindúes han sido parte de las tradiciones nativas de lucha libre de la India al menos desde el siglo XIX. En el estilo conocido como pehlwani, los luchadores aún realizan miles de ellas en la palestra (akhara) para ganar fuerza y resistencia. El Gran Gama, campeón del deporte y uno de los luchadores más dominantes de la historia, realizaba 2000-4000 de estas flexiones cada día, además de 5000 sentadillas hindúes llamadas bethak o baithak.
Bhagabati Ghosh, padre del culturista indio Bishnu Ghosh y del yogui Paramahansa Yogananda, combinaba rondas de dand, baithak y movimientos con la maza india o gada, además de horas de ejercicios yóguicos de respiración o pranayama y mahamudra (el nombre de una práctica que combinaba pranayama con asanas). Yogananda adoptó parte de esta rutina, junto con la pesa rusa diseñada por Eugen Sandow, popular en la India de entonces.
El exluchador olímpico Karl Gotch, conocido por su influencia en la lucha libre profesional y las artes marciales mixtas de Estados Unidos y Japón, favorecía la calistenia india sobre el levantamiento de peso en la idea de que la lucha libre requería más flexibilidad que volumen, e incluía abundantes flexiones hindúes. También utilizaba una variante llamada half-moon push up.